# Onezyfor
Onezyfor – imię męskie pochodzenia łacińskiego, od gr. Ονησιφορος, 'Onesiphoros', co oznacza "przynoszący pożytek, zbawienny, dobroczynny". Patronem imienia jest św. Onezyfor (uczeń św. Pawła).
Onezyfor imieniny obchodzi 6 września.
Znane osoby noszące imię Onezyfor:
- Onezyfor Dziewoczka – prawosławny metropolita kijowski
- Onezyfor (Ponomariow) –  rosyjski biskup prawosławny